# Rudolf von Gneist

Rudolf von Gneist

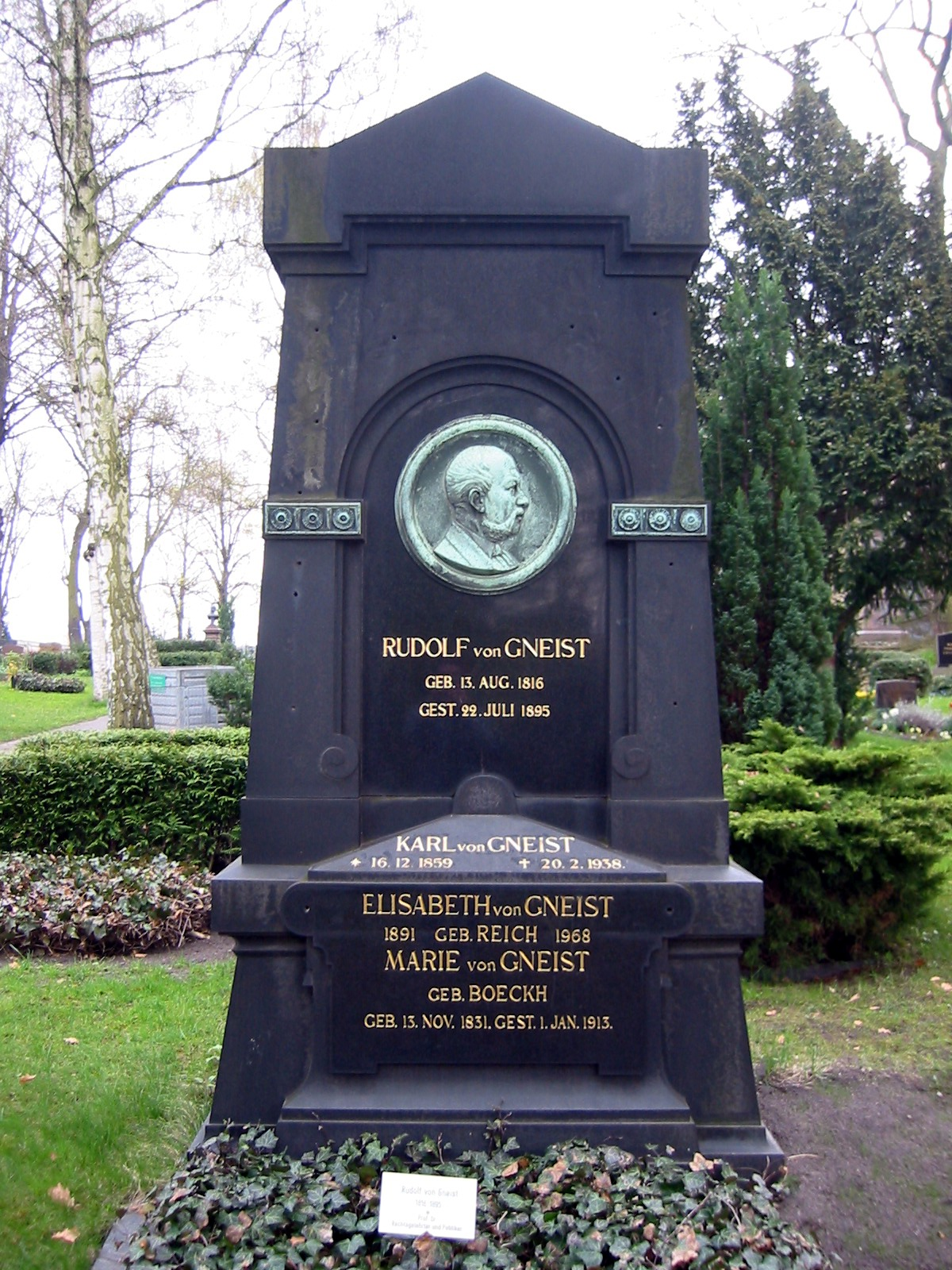
Gneists Grab auf dem alten St.-Matthäus-Kirchhof in Berlin-Schöneberg

Heinrich Rudolf Hermann Friedrich Gneist, ab 1888 von Gneist, (* 13. August 1816 in Berlin; † 22. Juli 1895 in Berlin) war ein preußischer Jurist und Politiker.

## Leben
Rudolf von Gneist besuchte das Gymnasium in Eisleben und studierte ab 1833 Rechtswissenschaften in Berlin, wo er im gleichen Jahr Mitglied in der Alten Berliner Burschenschaft wurde. Nach Promotion (1838) und Habilitation (1839) war er als Privatdozent an der juristischen Fakultät der Berliner Friedrich-Wilhelms-Universität und lehrte seit 1844 als Professor für öffentliches Recht. 1845 wurde er zum außerordentlichen und 1858 zum ordentlichen Professor an die Berliner Universität berufen.
Gneist war Mitglied des Preußischen Abgeordnetenhauses und des Reichstags sowie der Berliner Stadtverordnetenversammlung (1845–1849 und 1858–1875). Ab 1867 gehörte er der Führung der Nationalliberalen Partei an. Er befürwortete den Ausbau Preußens zum Verfassungsstaat und eine unabhängige Gerichtsbarkeit. Bekannt ist er bis heute vor allem als führender Verfechter einer unabhängigen und eigenständigen Verwaltungsgerichtsbarkeit.
Gneist war Mitbegründer und erster Präsident des Vereins für Sozialpolitik („Kathedersozialisten“). Er war Präsident des 7. (1868 in Hamburg), 9. (1871 in Stuttgart), 10. (1872 in Frankfurt am Main), 11. (1873 in Hannover), 12. (1875 in Nürnberg), 13. (1876 in Salzburg), 14. (1878 in Jena), 16. (1882 in Kassel), 17. (1884 in Würzburg), 18. (1886 in Wiesbaden), 20. (1889 in Straßburg) und 22. (1893 in Augsburg) Deutschen Juristentages. Kein anderer Jurist stand dieser Veranstaltung derart häufig vor. Bereits vor 1879 wurde Gneist Vorsitzender des Central-Vereins für das Wohl der arbeitenden Classen und gab zusammen mit Viktor Böhmert die Zeitschrift Der Arbeiterfreund heraus.
Als 1882 eine japanische Delegation unter Leitung von Fürst Itō Hirobumi Europa besuchte, um Unterlagen für die eigene, noch zu formulierende Verfassung zu sammeln, suchte sie auch Gneist auf. Dieser erläuterte in sechs Monaten die deutsche Verfassung von 1871. Seine konservative Haltung zeigte sich dann auch in der japanischen, die die Macht des Parlaments beschränkte und dem Tennō eine starke Stellung garantierte. Die japanische Verfassung trat 1889 in Kraft und blieb bis Ende des Zweiten Weltkriegs gültig.
1888 wurde er wegen seiner sozialpolitischen Verdienste für die werktätigen Schichten zum Ehrenmitglied der Gesellschaft zur Beförderung gemeinnütziger Tätigkeit in Lübeck ernannt. 1890 gehörte er zu den Gründungsmitgliedern des Vereins zur Abwehr des Antisemitismus und war bis zu seinem Tode dessen 1. Vorsitzender.
Auf dem Alten St.-Matthäus-Kirchhof in Berlin-Schöneberg hat er ein Ehrengrab der Stadt Berlin.

## Auszeichnungen
Am 5. Mai 1888 wurde Gneist in den preußischen Adelsstand erhoben.

## Werke (Auswahl)
- Die formellen Verträge des neueren römischen Obligationenrechts in Vergleichung mit den Geschäftsformen des griechischen Rechts, 1845.
- Berliner Zustände. Politische Skizzen aus der Zeit von 18. März 1848 bis 18. März 1849, 1849 (online).
- Die Bildung der Geschworenengerichte in Deutschland, 1849 (online).
- Adel und Ritterschaft in England, 1853 (online).
- Budget und Gesetz, 1867 (online).
- Freie Advocatur, 1867 (online).
- Verwaltung, Justiz, Rechtsweg, 1869.
- Die confessionelle Schule, 1869 (online).
- Die Selbstverwaltung der Volksschule, 1869 (online).
- Vier Fragen zur Deutschen Strafprocessordnung, 1874 (online).
- Die Eigenart des Preussischen Staats, 1878 (online).
- Der Rechtsstaat und die Verwaltungsgerichte in Deutschland, 1879.
- Englische Verfassungsgeschichte, 1882 (online).
- Die nationale Rechtsidee von den Ständen und das preussische Dreiklassenwahlsystem. Eine sozial-historische Studie, 1894.